# Henk Vos (ontwerper)

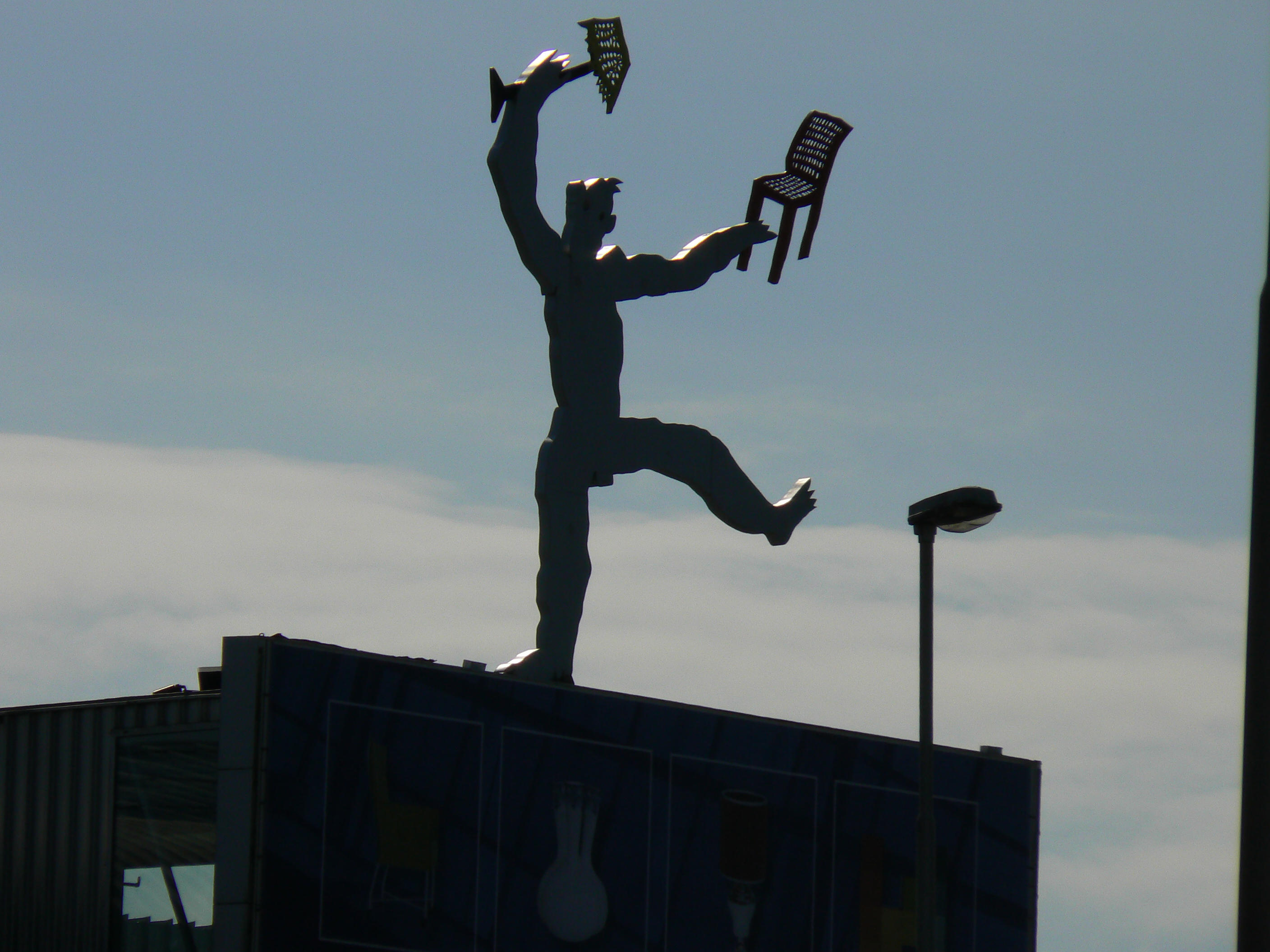
Lichtkunstwerk op het bedrijfsgebouw van Vos Interieur door Ingo Maurer

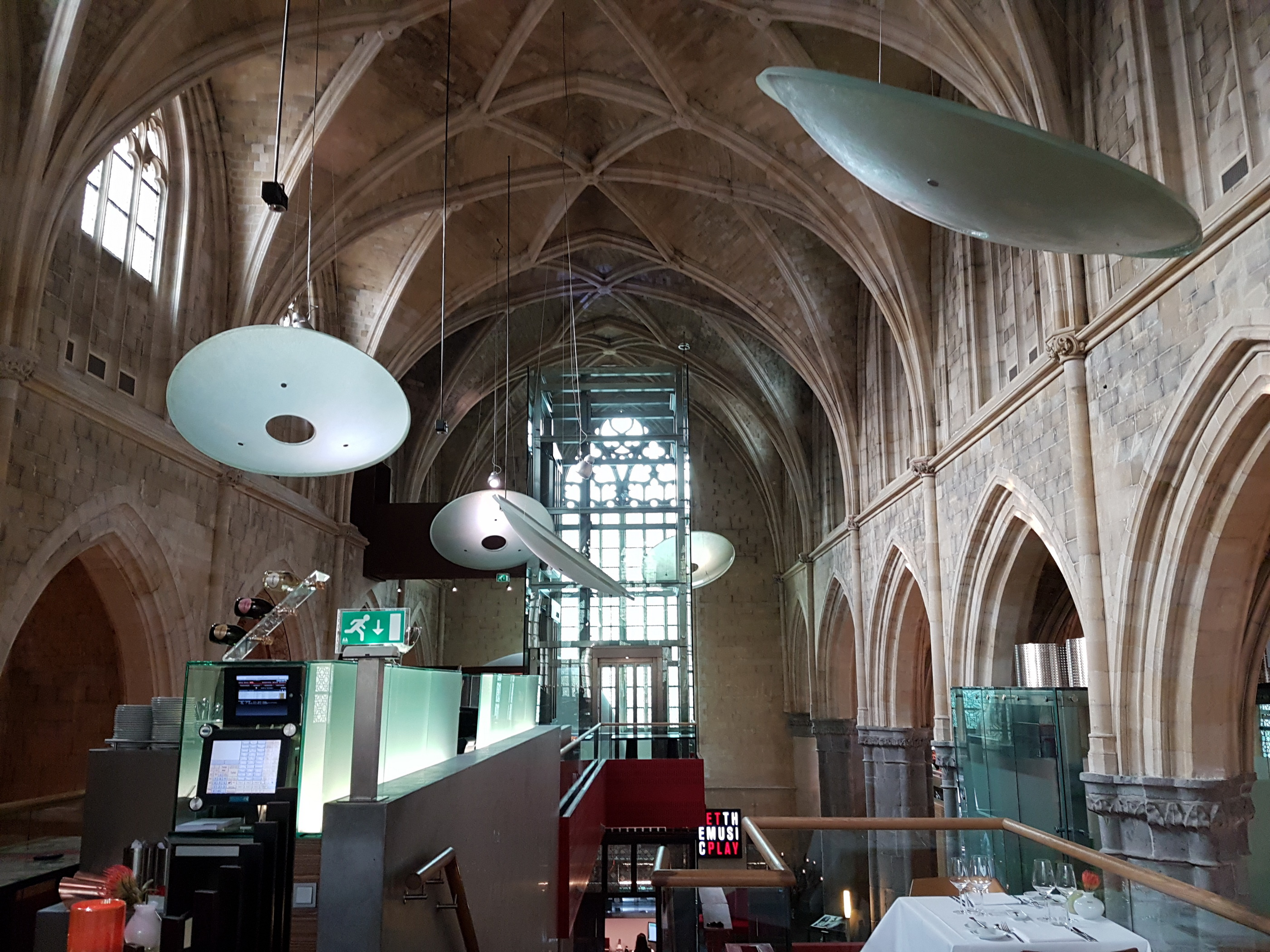
Interieur Kruisherenhotel

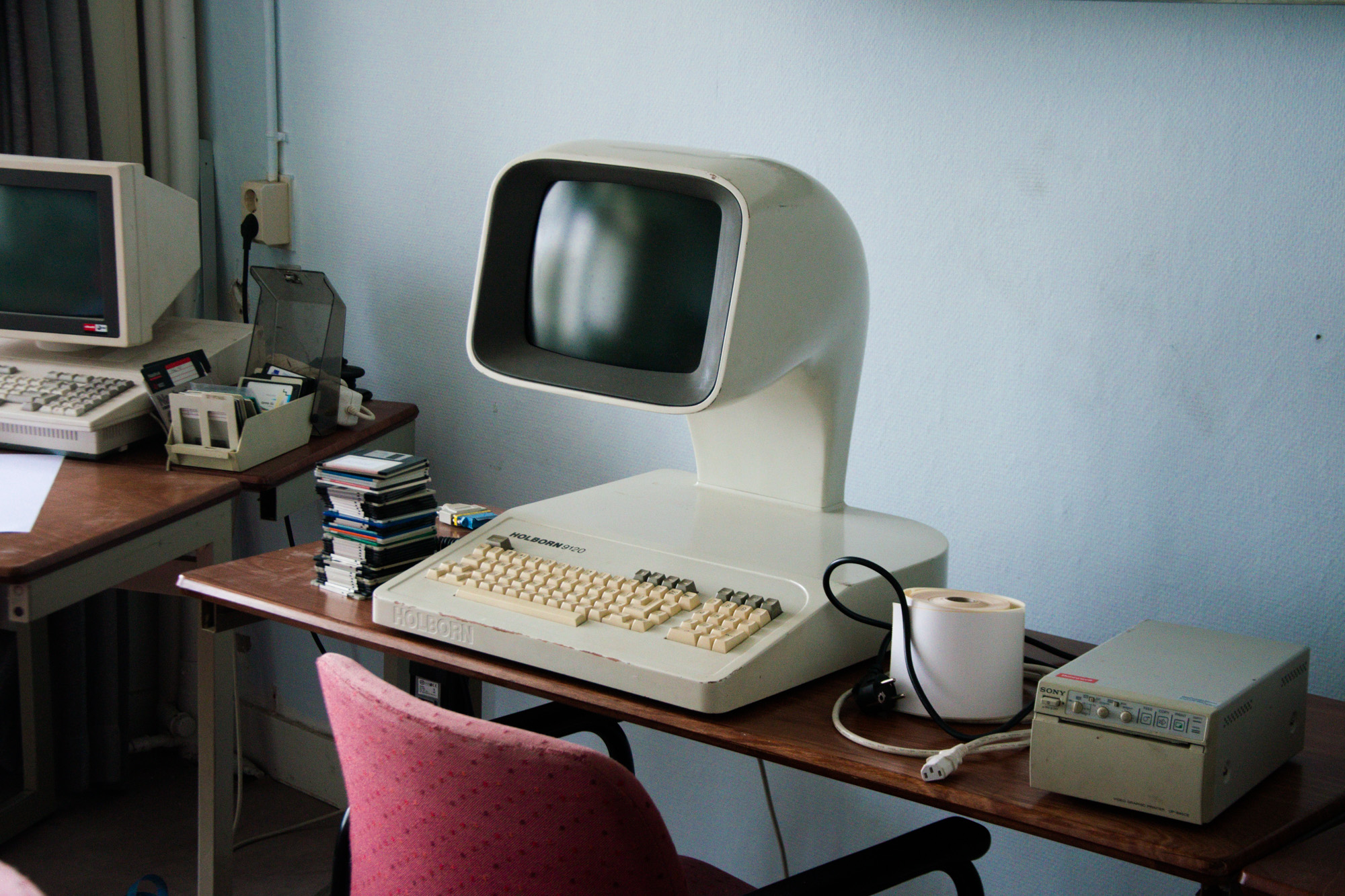
Holborncomputer

Henk Vos (Groningen, 1939 – Groningen, 1 april 2020) was een Nederlands interieurontwerper. Vos studeerde interieurarchitectuur aan de Academie voor Beeldende Kunsten Rotterdam. Daarna ging hij in militaire dienst en kwam bij de inlichtingendienst terecht. Tijdens zijn militaire dienst kreeg hij de gelegenheid om een aantal militaire tehuizen te herinrichten. 
 
Toen zijn vader Wiebe Vos in 1963 plotseling overleed, nam de 23-jarige Vos diens meubelmakerij en stoffeerderij in Groningen over. Deze bouwde hij uit tot een interieurwinkel en -instituut met 50 medewerkers.  In 1996 verhuisde het bedrijf naar een door zijn zoon Bart Vos (1969) ontworpen woonwarenhuis Maupertuus nabij het Gasuniegebouw. In 2006 gaf Vos zijn bedrijf in handen van zijn zonen Bart en Marco Vos (1967).

## Productontwerp
Gelderland 4800

In 1983 ontwierp Vos deze bank voor het meubelmerk Gelderland. De bank was bijzonder omdat de armleuningen  één geheel vormden met het zitgedeelte, de chromen poten en de verwisselbare hoes. Het Stedelijk Museum Amsterdam nam de bank in 2004 op in zijn meubelcollectie.
Holborn 9100

In 1979 ontwierp Henk Vos voor het computerbedrijf  Holborn de behuizing van de Holborn 9100 computer

## Interieurontwerp
Vos ontwierp onder meer het interieur voor het hoofdkantoor van de PTT in Groningen en de kantoren van de Bijenkorf in Amsterdam. Het interieurontwerp voor het Kruisherenhotel in Maastricht kreeg in 2005 de European Design Award.

## Façadearchitectuur
In 1993 kreeg Vos de opdracht om het 42 m hoge Eurocentrum in Groningen een facelift te geven. Dit kreeg vorm door een stelsel van spiegels en schijnwerpers. Ook werd een grote klok op het dak geplaatst waardoor het gebouw extra zou opvallen.